# Boninella degenerata
Boninella degenerata là một loài bọ cánh cứng trong họ Cerambycidae.